# Boris Kalin
Boris Kalin (n. 24 iunie 1905, Solkan, Comuna urbană Nova Gorica, Slovenia – d. 22 mai 1975, Ljubljana, Republica Socialistă Slovenia, RSF Iugoslavia) a fost un sculptor sloven. A creat în principal figuri clasice, monumente publice și nuduri. Unele dintre sculpturile sale sunt păstrate la Castelul Brdo, ca parte a colecției sale de artă slovenă modernă.

## Biografie
Kalin s-a născut în Solkan la 24 iunie 1905, care era atunci o suburbie a orașului austro-ungar Gorizia și acum face parte din Nova Gorica, Slovenia. A urmat liceul tehnic din Ljubljana și și-a continuat studiile între 1924 și 1929 la Academia de Arte Frumoase din Zagreb cu profesorii Rudolf Valdec, Frano Kršinić⁠(d), Ivo Kredić și Ivan Meštrović. 
Din 1945 până în 1970, Kalin a predat sculptura la Academia de Arte Frumoase din Ljubljana; a fost și decanul acesteia timp de două mandate. A predat mai multor colegi mai tineri care au devenit artiști europeni de seamă. 
Kalin a fost unul dintre puținii sculptori sloveni care a stăpânit sculptura în piatră. 
În 1953 a devenit membru cu drepturi depline al Academiei Slovene de Științe și Arte. 
A decedat la Ljubljana.
Fratele său mai mic Zdenko Kalin a fost, de asemenea, un sculptor proeminent.

## Muncă
Pentru munca sa, a primit de trei ori Premiul Prešeren: în 1947 pentru statuia sa „Fata de cincisprezece ani” (Petnajstletna), despre care se spune că o reprezintă pe fiica sa, în 1948 pentru statuia sa „Portretul Mareșalului Tito” (Portret Maršala Tita), iar în 1950 pentru „Monumentul Războiului de Eliberare a Poporului” (Spomenik narodnoosvobodilni borbi) din Vrhnika.